# Liolaemus tajzara
Liolaemus tajzara — вид ящірок з родини Liolaemidae. Описаний у 2019 році.

## Поширення
Ендемік Болівії. Відомий лише у типовому місцезнаходженні — заповідник Кордильєра-де-Самала в долині річки Тайзара у департаменті Тариха на півдні країни.